# Sarlós Gábor (üzletember)
Sarlós Gábor (1960. december 13. –) a PeppeR 21 PR ügynökség ügyvezető igazgatója és társtulajdonosa.
Tanulmányait 1980–86-ig a Marx Károly Közgazdaságtudományi Egyetem közgazdász szakán, majd 1986–93-ig az ausztráliai Swinburne Egyetem business studies (gazdálkodás és menedzsment) szakán végezte. 1987–89 között a Multireklám Reklámügynökség alelnöke, 1989–91-ig a GCI Budapest PR tanácsadója, 1991–92-ig a HUNGEXPO Rt. PR igazgatója volt, 1993 óta a saját tulajdonú PeppeR 21 PR ügynökség ügyvezető igazgatója.
Jelenleg az ELTE Szociológia Doktori Iskola Interdiszciplináris Doktori Programjának hallgatója, a felelős társadalmi kommunikáció, így az atomenergia társadalmi elfogadottságának kérdéseit kutatja.